# ميكي بياسيون
ميكي بياسيون (بالإيطالية: Miki Biasion)‏ مواليد 7 يناير 1958 في باسانو دل غرابا، هو سائق راليات إيطالي بدأ مسيرته في سنة 1980. كان أول رالي له هو رالي سانريمو 1980. هو أحد أبطال بطولة العالم للراليات.شارك في رالي داكار. فاز بـ 17 سباق رالي. صعد على المنصة 40 مرة خلال مسيرته.

## سجل الفوز
| الرقم | الحدث          | الموسم                          |
| ----- | -------------- | ------------------------------- |
| 1     | رالي الأرجنتين | بطولة العالم للراليات موسم 1986 |
| 2     | مونت كارلو     | بطولة العالم للراليات موسم 1987 |
| 3     | رالي الأرجنتين | بطولة العالم للراليات موسم 1987 |
| 4     | رالي سانريمو   | بطولة العالم للراليات موسم 1987 |
| 5     | رالي البرتغال  | بطولة العالم للراليات موسم 1988 |
| 6     | رالي سفاري     | بطولة العالم للراليات موسم 1988 |
| 7     | رالي أكروبوليس | بطولة العالم للراليات موسم 1988 |
| 8     | رالي أوليمبوس  | بطولة العالم للراليات موسم 1988 |
| 9     | رالي سانريمو   | بطولة العالم للراليات موسم 1988 |
| 10    | مونت كارلو     | بطولة العالم للراليات موسم 1989 |
| 11    | رالي البرتغال  | بطولة العالم للراليات موسم 1989 |
| 12    | رالي سفاري     | بطولة العالم للراليات موسم 1989 |
| 13    | رالي أكروبوليس | بطولة العالم للراليات موسم 1989 |
| 14    | رالي سانريمو   | بطولة العالم للراليات موسم 1989 |
| 15    | رالي البرتغال  | بطولة العالم للراليات موسم 1990 |
| 16    | رالي الأرجنتين | بطولة العالم للراليات موسم 1990 |
| 17    | رالي أكروبوليس | بطولة العالم للراليات موسم 1993 |

## فرق مثلها
- لانشيا
- شركة فورد

## روابط خارجية
- ميكي بياسيون على موقع Rallye-info.com (الإنجليزية)
- ميكي بياسيون على موقع eWRC-results.com (الإنجليزية)
- ميكي بياسيون على موقع CONI honoured athlete website (الإيطالية)